# Eredivisie (mannenhandbal) 1999/00
De Eredivisie is de hoogste afdeling van het Nederlandse handbal bij de heren op landelijk niveau. In het seizoen 1999/2000 werd ShowBizCity/Aalsmeer voor de vierde keer landskampioen. Car Technics/Apollo '70 en Swift Arnhem degradeerden naar de eerste divisie.

## Opzet
Eerst speelden de tien ploegen een reguliere competitie. De nummers een tot en met vijf van deze reguliere competitie speelden in de kampioenspoule, waarvan de beste twee zich kwalificeerden voor de Best of Five-serie. De winnaar van deze serie werd de landskampioen van Nederland. De nummers zes tot en met tien speelden in de degradatiepoule. De laagst geklasseerde ploeg in de degradatiepoule degradeerde rechtstreeks naar de eerste divisie. De een-na-laatste speelde een wedstrijd tegen de verliezer van het duel tussen de kampioenen van de beide eerste divisies, om één plaats in de Eredivisie.

## Teams
| Club                    | Plaats     | Provincie     | Trainers          | Hal              |
| ----------------------- | ---------- | ------------- | ----------------- | ---------------- |
| ShowBizCity/Aalsmeer    | Aalsmeer   | Noord-Holland | Sjors Röttger     | De Bloemhof      |
| Car Technics/Apollo '70 | Wehl       | Gelderland    | Paul Schuurkes    | Beatrixcentrum   |
| Fancom/BEVO HC          | Panningen  | Limburg       | Mietek Wojczak    | Piushof          |
| Cuypers/BFC             | Beek       | Limburg       | Jo Smeets         | De Haamen        |
| E&O                     | Emmen      | Drenthe       | Peter Portengen   | Angelslo         |
| Tegelman/Sittardia      | Sittard    | Limburg       | Gino Smits        | Stadssporthal    |
| Swift Arnhem            | Arnhem     | Gelderland    | Rob Groener       | Elderveld        |
| HVM/Tachos              | Waalwijk   | Noord-Brabant | Piotr Konitz      | Taxandriahal     |
| Van der Voort Quintus   | Kwintsheul | Zuid-Holland  | Jan Alma          | Van der Voorthal |
| Hirschmann/V&L          | Geleen     | Limburg       | Jan Willem Hamers | Glanerbrook      |

## Reguliere competitie
| Pos | Club                    | Wed | Ptn | Opmerking                           |
| --- | ----------------------- | --- | --- | ----------------------------------- |
| 1   | ShowBizCity/Aalsmeer    | 18  | 31  | Gekwalificeerd voor kampioenspoule  |
| 2   | E&O                     | 18  | 30  | Gekwalificeerd voor kampioenspoule  |
| 3   | Tegelman/Sittardia      | 18  | 29  | Gekwalificeerd voor kampioenspoule  |
| 4   | HVM/Tachos              | 18  | 22  | Gekwalificeerd voor kampioenspoule  |
| 5   | Van der Voort Quintus   | 18  | 17  | Gekwalificeerd voor kampioenspoule  |
| 6   | Cuypers/BFC             | 18  | 16  | Gekwalificeerd voor degradatiepoule |
| 7   | Hirschmann/V&L          | 18  | 15  | Gekwalificeerd voor degradatiepoule |
| 8   | Fancom/BEVO HC          | 18  | 14  | Gekwalificeerd voor degradatiepoule |
| 9   | Swift Arnhem            | 18  | 4   | Gekwalificeerd voor degradatiepoule |
| 10  | Car Technics/Apollo '70 | 18  | 2   | Gekwalificeerd voor degradatiepoule |

## Nacompetitie

### Degradatiepoule
| Pos | Club                    | Wed | Ptn | BP | Opmerking                                   |
| --- | ----------------------- | --- | --- | -- | ------------------------------------------- |
| 1   | Cuypers/BFC             | 8   | 18  | 5  |                                             |
| 2   | Fancom/BEVO HC          | 8   | 15  | 3  |                                             |
| 3   | Hirschmann/V&L          | 8   | 15  | 4  |                                             |
| 4   | Car Technics/Apollo '70 | 8   | 4   | 1  | Best of two tegen kampioenen eerste divisie |
| 5   | Swift Arnhem            | 8   | 3   | 2  | Directe degradatie naar eerste divisie      |

### Kampioenspoule
| Pos | Club                  | Wed | Ptn | BP | Opmerking                        |
| --- | --------------------- | --- | --- | -- | -------------------------------- |
| 1   | ShowBizCity/Aalsmeer  | 8   | 18  | 5  | Gekwalificeerd voor Best of Five |
| 2   | Tegelman/Sittardia    | 8   | 12  | 3  | Gekwalificeerd voor Best of Five |
| 3   | E&O                   | 8   | 10  | 4  |                                  |
| 4   | HVM/Tachos            | 8   | 10  | 2  |                                  |
| 5   | Van der Voort/Quintus | 8   | 3   | 1  |                                  |

## Best of Five
|  | ShowBizCity/Aalsmeer | 22 - 19 | Tegelman/Sittardia | De Bloemhof, Aalsmeer |
|  |                      |         |                    | De Bloemhof, Aalsmeer |
|  |                      |         |                    | De Bloemhof, Aalsmeer |

|  | Tegelman/Sittardia | 22 - 24 | ShowBizCity/Aalsmeer | Stadssporthal, Sittard |
|  |                    |         |                      | Stadssporthal, Sittard |
|  |                    |         |                      | Stadssporthal, Sittard |

|  | ShowBizCity/Aalsmeer | 21 - 25 | Tegelman/Sittardia | De Bloemhof, Aalsmeer |
|  |                      |         |                    | De Bloemhof, Aalsmeer |
|  |                      |         |                    | De Bloemhof, Aalsmeer |

|  | Tegelman/Sittardia | 20 - 23 | ShowBizCity/Aalsmeer | Stadssporthal, Sittard |
|  |                    |         |                      | Stadssporthal, Sittard |
|  |                    |         |                      | Stadssporthal, Sittard |

|  | ShowBizCity/Aalsmeer | v | Tegelman/Sittardia | De Bloemhof, Aalsmeer |
|  |                      |   |                    | De Bloemhof, Aalsmeer |
|  |                      |   |                    | De Bloemhof, Aalsmeer |

## Handballer van het jaar
Spelers en trainers konden aan het eind van het seizoen hun voorkeur geven voor de handballer van het jaar 2000. Jeroen Hölscher van landskampioen ShowBizCity/Aalsmeer werd tot winnaar uitgeroepen.
| Pos | Naam               | Ptn   | Club                 |
| --- | ------------------ | ----- | -------------------- |
| 1   | Jeroen Hölscher    | 49,14 | ShowBizCity/Aalsmeer |
| 2   | Martijn Rietbroek  | 38,23 | Hirschmann/V&L       |
| 3   | Mark Schmetz       | 38,09 | Hirschmann/V&L       |
| 4   | Jeffrey Groeneveld | 34,57 | ShowBizCity/Aalsmeer |
| 5   | Rutger Sanders     | 29,75 | Tegelman/Sittardia   |
| 6   | Maik Onink         | 20,13 | Cuypers/BFC          |